# 勒贝阿日
勒贝阿日（法語：Le Béage，法語發音：[lə beaʒ]）是法国阿尔代什省的一个市镇，属于拉让蒂耶尔区。

## 地理
勒贝阿日（44°50'57"N, 4°7'8"E）面积32.83 平方千米，位于法国奥弗涅-罗讷-阿尔卑斯大区阿尔代什省，该省份为法国东南部内陆省份，北起顺时针与卢瓦尔省、伊泽尔省、德龙省、沃克吕兹省、加尔省、洛泽尔省和上盧瓦爾省接壤。
与勒贝阿日接壤的市镇（或旧市镇、城区）包括：博雷、克罗德热奥朗、伊萨莱斯、勒拉克迪萨莱斯、圣厄拉利、莱塞斯塔布勒、弗雷斯内拉屈什。

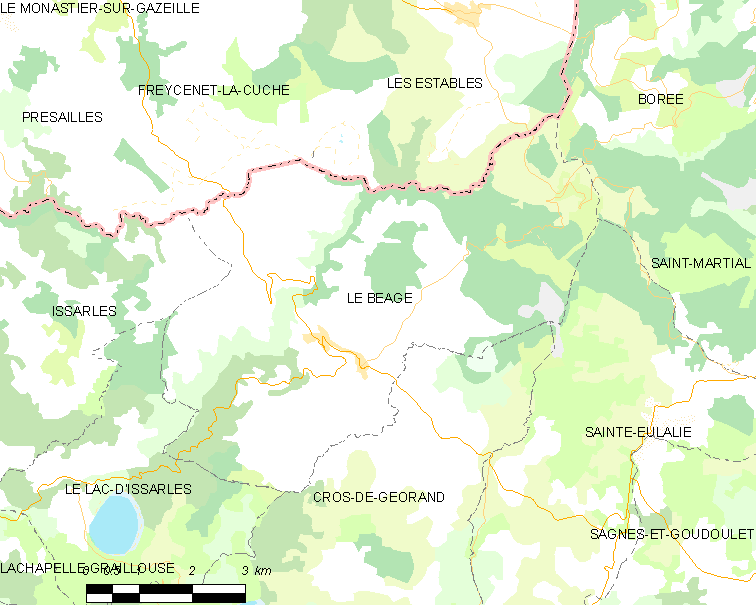
勒贝阿日的OSM定位图

勒贝阿日的时区为UTC+01:00、UTC+02:00（夏令时）。

## 行政
勒贝阿日的邮政编码为07630，INSEE市镇编码为07026。

## 政治
勒贝阿日所属的省级选区为上阿尔代什县。

## 人口

1962-2008年间勒贝阿日人口变化图示

勒贝阿日于2022年1月1日时的人口数量为255人。